# 莎亚南大道
莎亚南大道是马来西亚巴生谷公路网络的一部分，全长34.5公里（21.4英里），由位于雪兰莪州巴生的班达马兰（Pandamaran）连接至吉隆坡的大城堡（Sri Petaling）。 
莎亚南大道是在巴生谷里的第三条东西横向高速公路，其他两条为联邦大道和新巴生河流域大道。该大道是吉隆坡第二中环公路计划的一部分，路段由双威交通枢纽至大城堡交通枢纽）。

## 收费
莎亚南大道使用开放式收费系统。

### 电子道路收费系统
该大道的4个收费站于2016年3月2日开始全部采用电子道路收费系统，只以一触即通卡和SmartTAG精明卡付费。

### 收费率
以下收费率于2013年1月15日开始生效。
| 级别 | 交通工具种类                          | 收费（令吉） |
| ---- | ------------------------------------- | ------------ |
| 0    | 摩托车、自行车或拥有2轮以下的交通工具 | 免费         |
| 1    | 拥有2轴与3或4轮的交通工具，除了计程车 | 2.00         |
| 2    | 拥有2轴与5或6轮的交通工具，除了巴士   | 3.00         |
| 3    | 拥有3轴或以上的交通工具               | 4.00         |
| 4    | 计程车                                | 1.00         |
| 5    | 巴士                                  | 1.50         |